# Матвієнко Вадим Володимирович
Вадим Володимирович Матвієнко (нар. 26 жовтня 1948, Актюбинськ, КазРСР) — радянський футболіст та український тренер, виступав на позиції захисника.

## Кар'єра гравця
Вихованець клубу «Комунарець» (до 1964 року носив назву «Металург»), в якому 1960 року розпочав займатися футболом. Перший тренер — В. Чумак. У 1966 році був переведений до дорослої команди, яка виступала в Дугій лізі СРСР. У цьому турнірі того сезону провів 7 матчів. Потім виступав у клубах «Шахтар» (Красний Луч) та «Шахтар» (Олександрія), а також в аматорських колективах Української РСР та Російської РФСР.

## Кар'єра тренера
По завершенні кар'єри гравця розпочав тренерську діяльність. У 1994 році приєднався до тренерського штабу алчевської «Сталі», в якому допомагав Анатолію Волобуєву тренувати команду. З 12 серпня по 17 листопада працював як виконувач обов'язків головного тренера клубу. Потім продовжив роботу як асистент Волобуєва. З червня 2006 року займався пошуком молодих талантів для алчевської «Сталі». 24 березня 2008 року отримав запрошення до тренерського штабу луганської «Зорі», в якому пропрацював до червня 2009 року.

## Досягнення

### Як тренера (асистент)
«Сталь» (Алчевськ)
- Перша ліга чемпіонату України
  -  Чемпіон (1): 2004/05
  -  Срібний призер (1): 1999/00
  -  Бронзовий призер (1): 1995/96